# کنت جیمز گیلسپی
کنت جیمز گیلسپی (انگلیسی: Ken Gillespie؛ زادهٔ ۲۸ ژوئن ۱۹۵۲) فرد نظامی اهل استرالیا است. وی همچنین برندهٔ جوایزی همچون لژیون افتخار شده‌است.